# ドナルドのそっくりさん
『ドナルドのそっくりさん』（ドナルドのそっくりさん、原題：Donald's Double Trouble）は、ウォルト・ディズニー・プロダクション（現：ウォルト・ディズニー・カンパニー）が製作した1946年7月28日公開のアニメーション短編映画作品。
ドナルドダック・シリーズの第62作である。

## あらすじ
ちゃんとした言葉をしゃべるまでは二度と会いたくないとデイジーに言われたドナルドは、声も礼儀も完璧なそっくりさんに出会い、自分のふりをしてデイジーとのよりを戻してほしいと頼む。最初は「自分に女性を騙すことなんか出来ない」と断ったのだが、デイジーの写真を見るや否や快諾する。実はそのそっくりさんはデイジーに惚れ込んでしまったのであった･･･。

## スタッフ
- 製作：ウォルト・ディズニー
- 監督：ジャック・キング
- 脚本：ロイ・ウィリアムズ
- 音楽：オリバー・ウォレス
- 原画：トム・マッシー、フレッド・コピエッツ、サンディー・ストロザー、ドン・タウズリー
- 美術：アーネスト・ノードリ
- 背景：ハワード・ダン

## キャスト
| キャラクター   | 原語版               | 旧吹き替え版 | 新吹き替え版 |
| -------------- | -------------------- | ------------ | ------------ |
| ドナルドダック | クラレンス・ナッシュ | 関時男       | 山寺宏一     |
| デイジーダック | グロリア・ブロンデル | 後藤真寿美   | 土井美加     |
| そっくりさん   | レスリー・デニソン   | 江原正士     | 堀勝之祐     |
| ナレーター     | -                    | 土井美加     | -            |

なおそっくりさんは、2019年にダッパー・ダックの名で三人の騎士の伝説に再登場している。

## 日本での公開

### 収録
- 『夢と魔法の宝石箱　ドナルドとデイジー』（VHS、ブエナ・ビスタ・ホーム・エンターテイメント）
- 『ゆかいな仲間たち　ドナルド大好き!』（VHS、ブエナ・ビスタ・ホーム・エンターテイメント）
- 『ミッキーとミニーはなかよし』（DVD、ブエナ・ビスタ・ホーム・エンターテイメント）
- 『ドナルドダック・クロニクル Vol.2 限定保存版』（DVD、ブエナ・ビスタ・ホーム・エンターテイメント）